# 436

## Události
- hunský náčelník Attila ve spolupráci s římským vojevůdcem Flaviem Aetiem zaútočil na burgundskou říši; tato událost se stala základem Písně o Nibelunzích
- poslední římské legie opustily Británii

## Narození
- svatý Remigius z Remeše, franský biskup († 533)

## Úmrtí
- Gundahar, burgundský král

## Hlavy států
- Papež – Sixtus III. (432–440)
- Východořímská říše – Theodosius II. (408–450)
- Západořímská říše – Valentinianus III. (425–455)
- Franská říše – Clodio (428–448)
- Perská říše – Bahrám V. (421–439)
- Vizigóti – Theodorich I. (419–451)
- Vandalové – Geiserich (428–477)
- Hunové – Attila (435–453)